# Джовр-Ґавабер (Амлаш)
Джовр-Ґавабер (перс. جورگوابر) — село в Ірані, у дегестані Шабхус-Лат, у бахші Ранкух, шагрестані Амлаш остану Ґілян. За даними перепису 2006 року, його населення становило 501 особу, що проживали у складі 140 сімей.

## Клімат
Середня річна температура становить 13,72 °C, середня максимальна – 27,55 °C, а середня мінімальна – -0,57 °C. Середня річна кількість опадів – 875 мм.
| Клімат поселення                              | Клімат поселення | Клімат поселення | Клімат поселення | Клімат поселення | Клімат поселення | Клімат поселення | Клімат поселення | Клімат поселення | Клімат поселення | Клімат поселення | Клімат поселення | Клімат поселення | Клімат поселення |
| Показник                                      | Січ.             | Лют.             | Бер.             | Квіт.            | Трав.            | Черв.            | Лип.             | Серп.            | Вер.             | Жовт.            | Лист.            | Груд.            |                  |
| Середній максимум, °C                         | 11,22            | 10,38            | 11,50            | 16,47            | 21,19            | 26,07            | 27,55            | 27,38            | 23,24            | 20,00            | 15,43            | 11,34            |                  |
| Середня температура, °C                       | 5,76             | 4,90             | 6,02             | 10,99            | 15,71            | 20,61            | 23,52            | 23,33            | 19,18            | 15,97            | 11,38            | 7,30             |                  |
| Середній мінімум, °C                          | 0,28             | −0,57            | 0,54             | 5,51             | 10,23            | 15,12            | 19,48            | 19,29            | 15,15            | 11,92            | 7,35             | 3,25             |                  |
| Норма опадів, мм                              | 74               | 67               | 79               | 52               | 48               | 31               | 28               | 40               | 91               | 151              | 116              | 98               |                  |
| Середньомісячна швидкість вітру, м/с          | 2.24             | 2.44             | 2.55             | 2.48             | 2.36             | 2.22             | 2.25             | 2.16             | 2.01             | 2.09             | 2.08             | 2.06             |                  |
| Середньомісячна сонячна радіація, кДж/м²·день | 7337             | 9426             | 11487            | 15562            | 19168            | 20719            | 21485            | 18445            | 15052            | 10941            | 8837             | 6948             |                  |
| --------------------------------------------- | ---------------- | ---------------- | ---------------- | ---------------- | ---------------- | ---------------- | ---------------- | ---------------- | ---------------- | ---------------- | ---------------- | ---------------- | ---------------- |
| Джерело:                                      |                  |                  |                  |                  |                  |                  |                  |                  |                  |                  |                  |                  |                  |